# Dick de Boer (manager)
Dick de Boer (Volendam, 30 januari 1943) was ruim 41 jaar manager van de popgroep BZN.

## Biografie
In 1965 wordt Dick de Boer gevraagd door de leden van BZN of hij de manager van de band wil worden. Hij wordt in eerste instantie gevraagd om conflicten tussen de jonge bandleden op te lossen, maar al snel is hij verantwoordelijk voor de dagelijkse gang van zaken in en rond de band, die later zou uitgroeien tot de populairste groep van Nederland met een geschatte verkoop van meer dan 12 miljoen geluidsdragers, wat resulteerde in 88 gouden en platina platen, en recordhouder is met 55 hitnoteringen in de Nederlandse Top 40. In 1976 wordt het management uitgebreid en wordt Jacques Hetsen verantwoordelijk voor de boekingen. Eind jaren '70 kreeg het BZN-management het idee om met de band een theatertour te beginnen. Dit bleek later zeer succesvol. Tegenwoordig doen bijna alle succesvolle bands dit, maar weinigen weten echter dat het originele idee van het managementduo van BZN afkomstig is. De Boer vervult zijn functie tot de band in 2007 ophoudt te bestaan.
In 1983 ontvangt Dick de Boer, samen met de band, uit handen van burgemeester Pouw de Eremedaille van de gemeente Edam-Volendam en op 7 juni 2009 wordt De Boer door burgemeester Van Beek onderscheiden als Lid in de Orde van Oranje-Nassau.